# ساعاتي

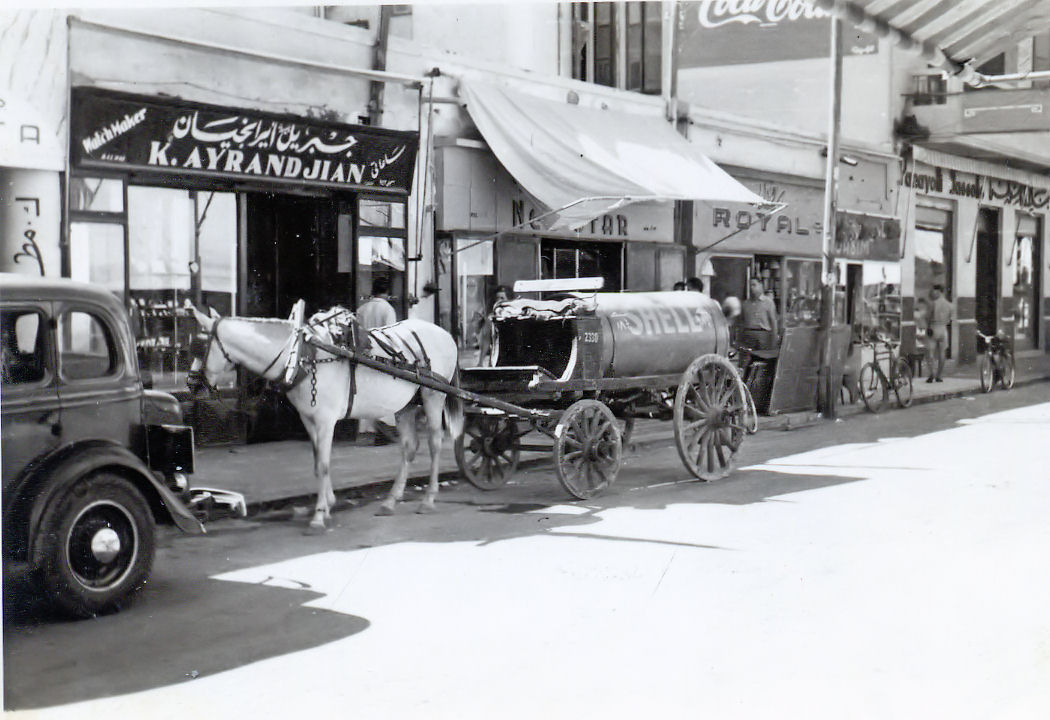
يظهر في خلفية هذه الصورة القديمة بالإسماعيلية محل ساعاتي

الساعاتي حرفي يقوم بصنع و تصليح الساعات . ولكن الآن وبعد ما أصبحت الساعات تصنع من قبل آلات ، فمعظم صانعي الساعات اليوم يقومون بإصلاح الساعات فقط ، ولكن كانت الساعات التي تصنع باليد هي أصل حرفة صنع الساعات والدلالة على جودة الساعة. فقد يطلب من صانعي الساعات الحديثين لإصلاح الساعات العتيقة ، أو الساعات اليدوية القدييمة ، فقد لا يستطيعون القيام بذلك لأنه يجب أن يكون إصلاحها من قبل مصممين وصانعين حريفين أصليين. ومن الممكن لبعض الصانعين المؤهلين عادة تقديم قطعة مفقودة لساعة دون الوصول إلى العنصر الأصلي للساعة .
صانعي الساعات عموما لا يعملون إلا على الساعات مباشرة ، والمهارات والأدوات المطلوبة تختلف من صانع إلى آخر ويكفي أن صناعة الساعات هو حقل منفصل واسع تختلف فيه أطرافه عن بعضها البعض ومن الصعب جدا أن تتم معالجة ساعة من قبل صانع وحريف آخر غير الذي صنع الساعة الأصلية.